# Luc Cortebeeck
Luc Cortebeeck (Willebroek, 17 januari 1950) is een Belgische syndicalist. 

## Levensloop
Cortebeeck is van opleiding maatschappelijk werker en sinds 1972 werkzaam binnen het ACV. Zijn eerste opdracht was als verantwoordelijke voor de ACV-jongeren in Mechelen. Vervolgens werkte hij in de Dienst Ondernemingen van het ACV. In 1987 werd hij nationaal secretaris van het ACV.
Op 1 september 1999 werd hij verkozen tot nationaal voorzitter van het ACV. Op 3 november 2006 werd hij tevens vicevoorzitter van het Internationaal Vakverbond (ITUC). In maart 2000 werd hij regent van de Belgische Nationale Bank.
Eind 2011 hield Cortebeeck op als ACV-voorzitter. Hij bleef zijn internationale mandaten wel nog voortzetten. Dat jaar werd hij vicevoorzitter van de Raad van Bestuur van de Internationale Arbeidsorganisatie (ILO) en voorzitter van de werknemersgroep. In 2017 werd hij voorzitter van deze organisatie, wat hij een jaar bleef. Van juli 2020 tot in april 2022 was hij voorzitter van de VDAB.
In 2018 kreeg hij het ereteken van Grootofficier in de Kroonorde.